# Oure Sogn
Oure Sogn ist eine Kirchspielsgemeinde (dän.: Sogn)
auf der Insel Fyn (dt.: Fünen) im südlichen Dänemark.
Bis 1970 gehörte sie zur Harde Gudme Herred im damaligen Svendborg Amt, danach zur Gudme Kommune im
Fyns Amt, die im Zuge der  Kommunalreform zum 1. Januar 2007 in der
Svendborg Kommune in der Region Syddanmark aufgegangen ist.
Am 1. Oktober 2010 wurde der ehemalige Kirchenbezirk Lundeborg Kirkedistrikt im Oure Sogn mit der Abschaffung der dänischen Kirchenbezirke ein selbständiges Sogn Lundeborg Sogn.
Im Kirchspiel leben 720 Einwohner, davon 496 im Kirchdorf (Stand: 1. Januar 2023).
Im Kirchspiel liegt die Kirche „Oure Kirke“.
Nachbargemeinden sind im Norden Hesselager Sogn, im Nordwesten Gudme Sogn, im Westen Brudager Sogn und im Süden Vejstrup Sogn.